# 加諾特山
46°57′32″N 12°42′22″E / 46.958791°N 12.706146°E

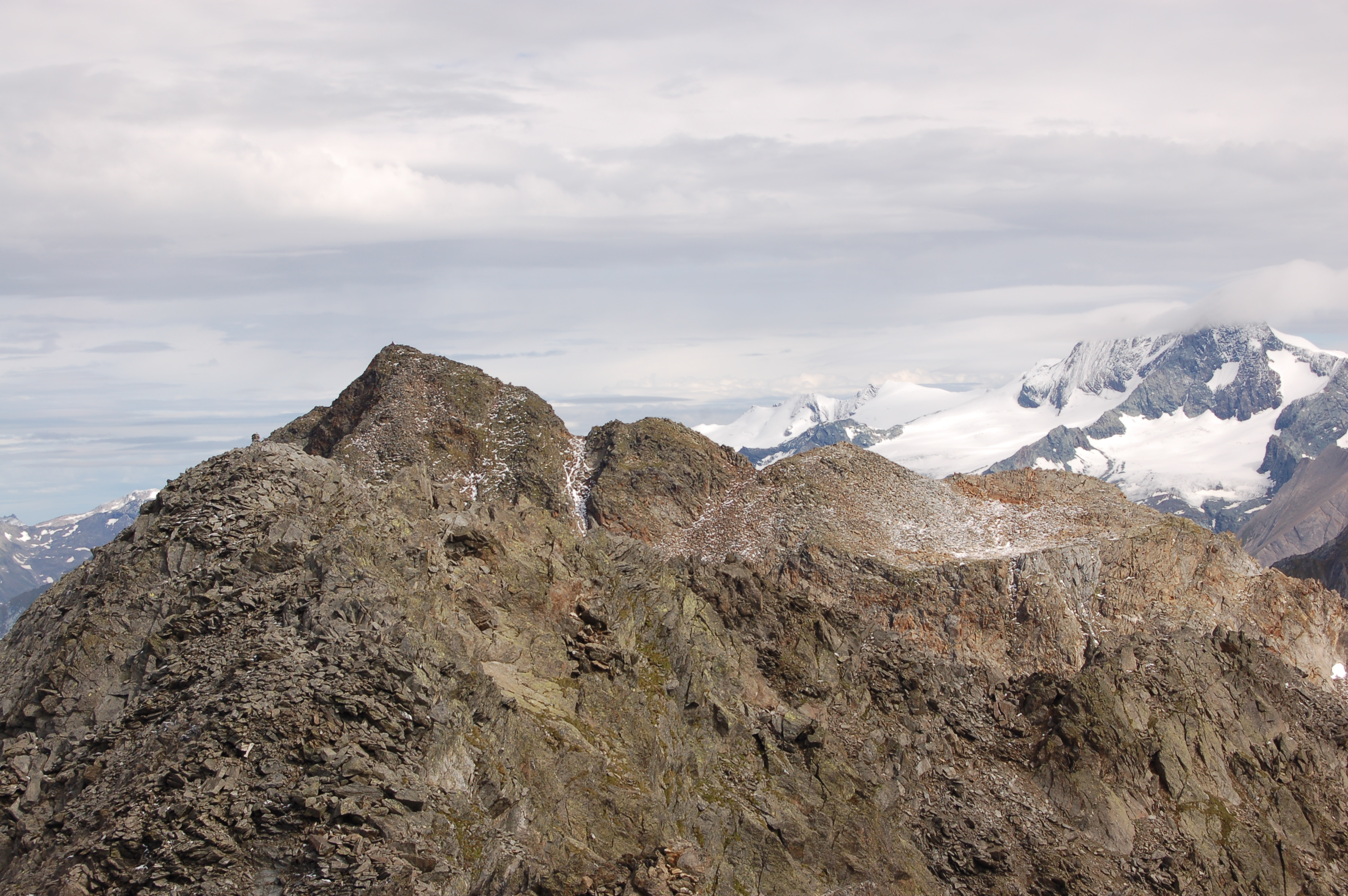

加諾特山（德語：Ganot），是奧地利的山峰，位於該國西部，由蒂羅爾州負責管轄，屬於舍貝爾山脈的一部分，距離拉爾夫山0.6公里，海拔高度3,102米，人類在1870年8月24日首次登頂。